# Literatura hebrea
La literatura hebrea consta de escritos antiguos, medievales y modernos en lengua hebrea. Es una de las formas primarias de literatura judía , aunque ha habido casos de literatura escrita en hebreo por no judíos.   La literatura hebrea se produjo en muchas partes diferentes del mundo a lo largo de las épocas medieval y moderna, mientras que la literatura hebrea contemporánea es en gran medida literatura israelí . En 1966, Agnon ganó el Premio Nobel de Literatura por novelas y cuentos que emplean una combinación única de hebreo bíblico, talmúdico y moderno, lo que lo convirtió en el primer escritor hebreo en recibir este premio.

## Los libros sagrados del judaísmo

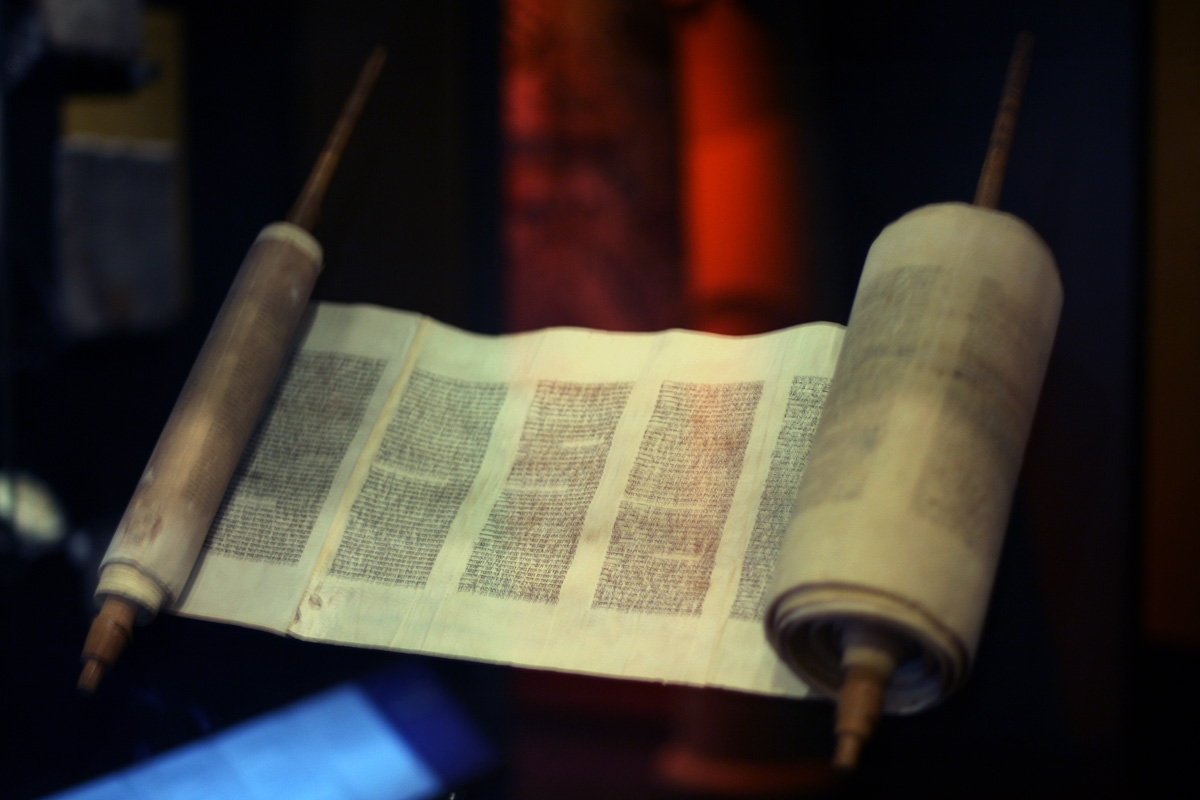
Rollo de la Torá, originario de Ionnina, Grecia, c. 1850.

La más impresionante obra literaria hebreojudaica es el Tanaj (תַּנַ"ךְ). Son textos sagrados para la religión judía y para la religión cristiana al ser una parte integrada de la Biblia denominada Antiguo testamento. Consta de tres partes: La Ley, Los Profetas y los Escritos.

### Tora(La Ley)

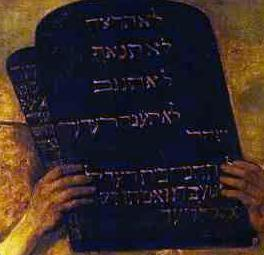
Moisés mostrando las tablas de la Ley (Éxodo) Rembrandt

Del hebreo (תּוֹרָה, transl. Torah) es el texto que contiene la ley y el patrimonio identitario del pueblo israelita. También denominado Pentateuco (del griego πέντε [pénde],‘cinco’, y τεύχος [téfhos], ‘pergaminos’), Ley Mosaica o de Moisés, formado por los cinco primeros libros de la Biblia. 
Estos libros son:
- Génesis — Bereshit (בְּרֵאשִׁית), "En el comienzo" : El libro del Génesis dedicado a exponer los orígenes, en comparación con otras literaturas, carece de monstruosa fabulosidad exponiendo a un Dios único, creador del universo y de la humanidad, en un estilo totalmente distinto.
- Éxodo — Shemot (שְׁמוֹת), "Nombres"
- Levítico — Vayikrá (וַיִּקְרָא), "Y llamó"
- Números — Bemidbar (בְּמִדְבַּר), "En el desierto"
- Deuteronomio — Devarim (דְּבָרִים), "Palabras"/"Cosas"/"Leyes".[6]

### Nebim(Los profetas)
Los Neviim (del hebreo נְבִיאִים, «Profetas»). Se originó en 1876 Se dividen entre dos períodos históricos divididos por el tiempo del cautiverio en Babilonia y entre dos clases de profetas, en función de sus escritos: mayores y menores. 
El sentido profético va más allá del vaticinio, es una invitación a la búsqueda de la luz de la esperanza mesiánica a través de la observancia de la ley de Dios. Destaca el profeta Isaías por ser su obra desde el punto de vista literario, notable y destacada con un estilo especialmente refinado.

#### Profetas anteriores al cautiverio en Babilonia

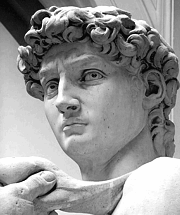
El Rey David (I y II de Reyes, I y II de Samuel y I y II de Crónicas) Detalle del David de Miguel Ángel Buonarotti

- Josué: El libro de Josué es el inicio de una historia militar y política. Perdido el primero de sus libros escrito en hebreo,  se recupera gracias a una versión en griego que además contiene el segundo de sus libros, estas narraciones continúan hasta el libro de Macabeos donde Israel se enfrenta a Grecia.
- Jueces
- Samuel (Un solo tomo)
- Reyes  (Un solo tomo)

#### Profetas posteriores al cautiverio en Babilonia

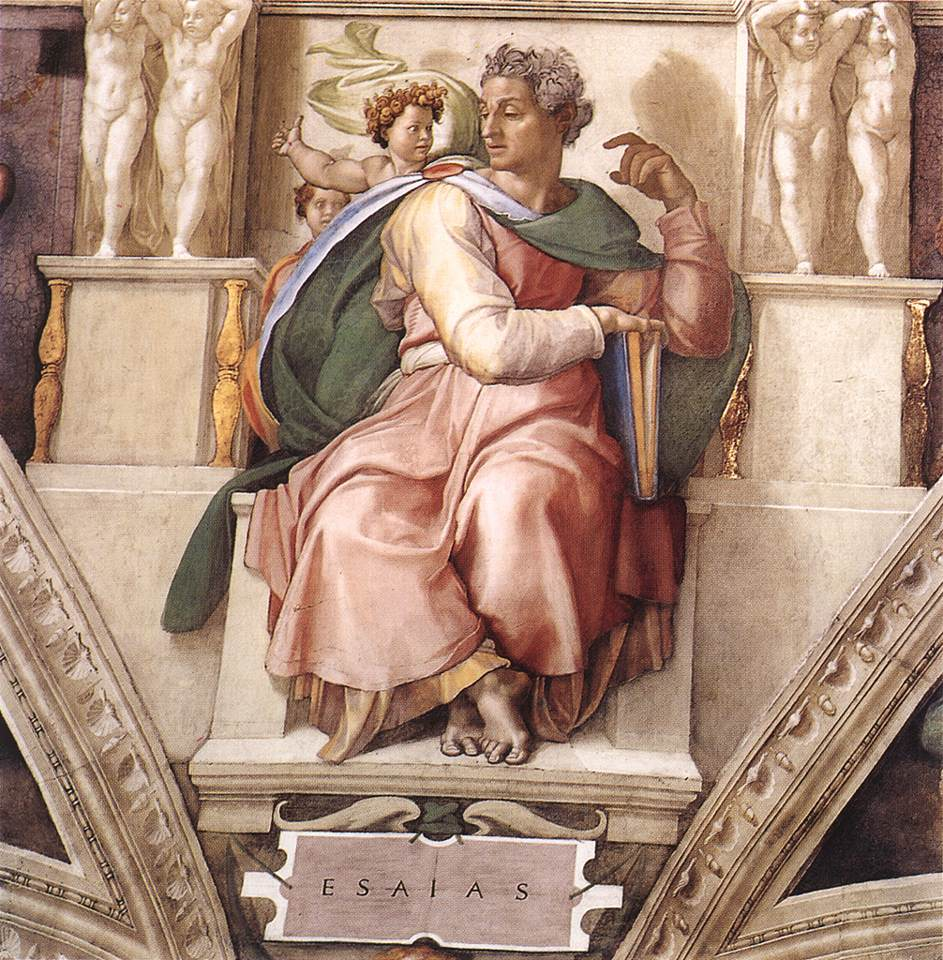
El profeta Isaías (Miguel Ángel Buonarotti, Ciudad de Vaticano)

- Isaías
- Jeremías
- Ezequiel

#### Los 12 profetas menores

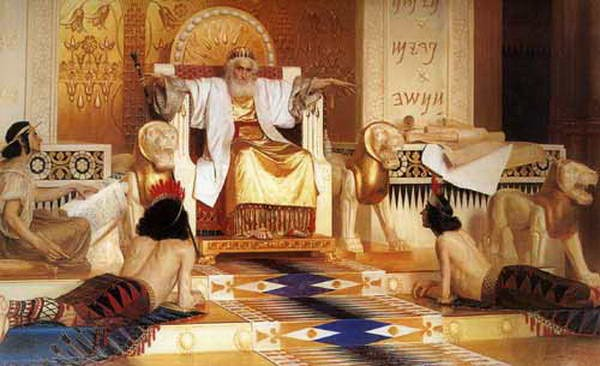
El legendario rey Salomón (Libros históricos) de Isaak Asknaziy

1. Oseas
2. Joel
3. Amós
4. Abdías
5. Jonás
6. Miqueas
7. Nahum
8. Habacuc
9. Sofonías
10. Hageo
11. Zacarías y
12. Malaquías.

### Ketuvim(Los escritos)
Los Ketuvim (del hebreo כְּתוּבִים, «Escritos») que se subdivide en tres partes: Los libros poéticos, los cinco rollos de las festividades y los libros históricos.
Los tres libros poéticos o de la Verdad (del hebreo סִפְרֵי אֱמֶ"ת, Sifrei Emet)
- Libro de los Salmos: Los Salmos son composiciones para el culto, acompañadas con música, su autoría es atribuida al rey David.
- Proverbios: Forma parte de Los libros sapienciales junto con Eclesiastés y Sabiduría, pertenecen a un tipo didáctico de enseñanzas morales breves, aunque desde el punto de vista estilístico no son destacables
- Job: El libro de Job es un poema dramático cuyo tema es el dolor y la adversidad en un hombre justo.[7]

Los cinco rollos de las festividades:
- Cantar de los Cantares (se lee en Pésaj): Atribuido a Salomón, es una obra lírica con temática de amor pastoril y alegórico.
- Rut (leído en Shavuot)
- Lamentaciones (leído en el ayuno de Tish'á Be'av)
- Eclesiastés (leído en Sucot) : Es un libro sapiencial o gnóstico.
- Ester (leído en Purim): narra una historia particular.

Los libros históricos:
- Daniel
- Esdras
- Nehemías

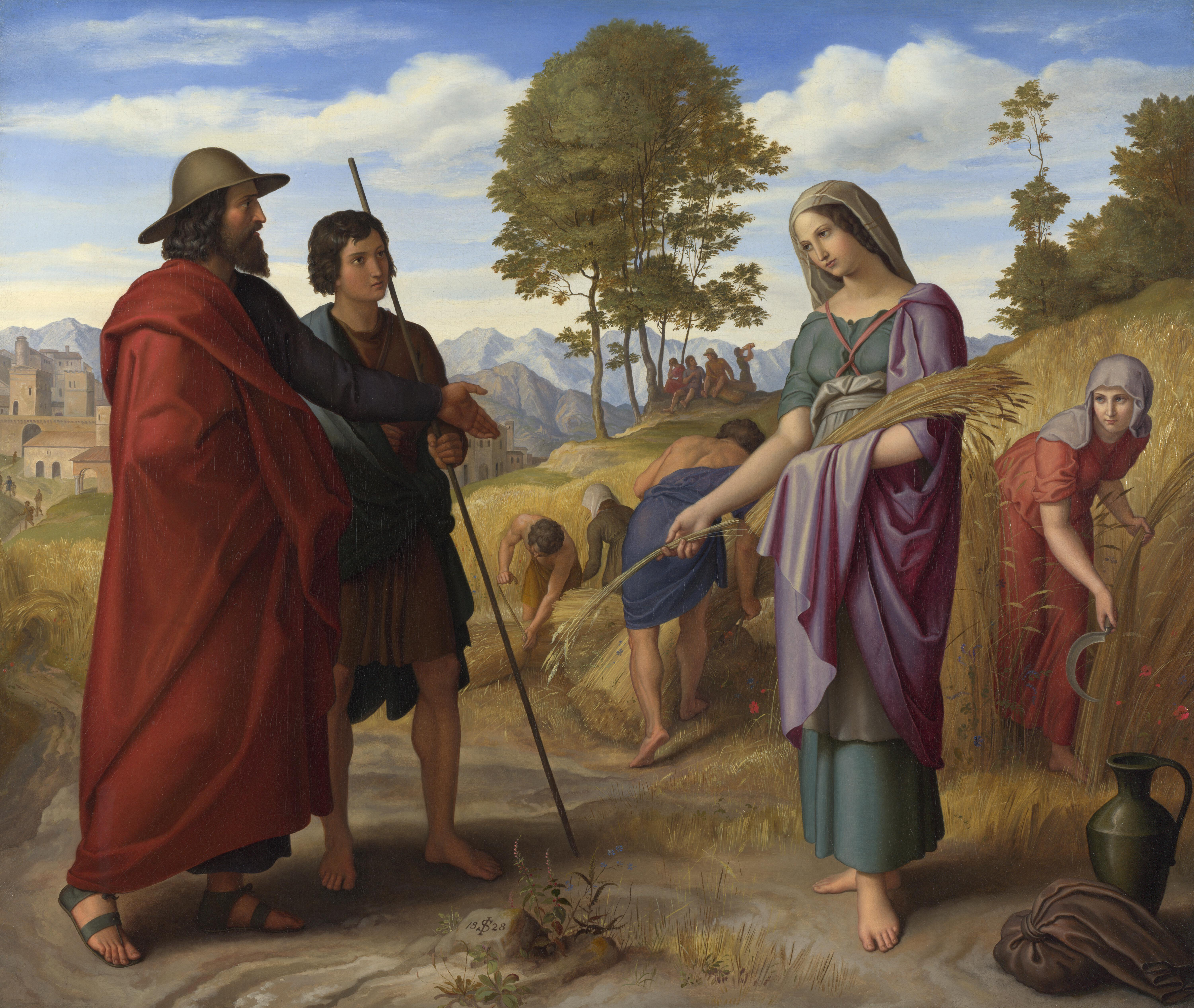
Ruth en el campo de Boaz (Julius Schnorr von Carolsfeld)

- Macabeos : Israel se enfrenta a Grecia.
- I Crónicas y II Crónicas

Narran los sucesos detalladamente donde Israel es el protagonista.
La historiografía hebrea tiene carácter providencialista. Fueron estructurados en varias etapas durante:
- El reinado de Salomón
- El destierro en Babilonia
- El regreso del cautiverio

## Literatura posbíblica de oriente

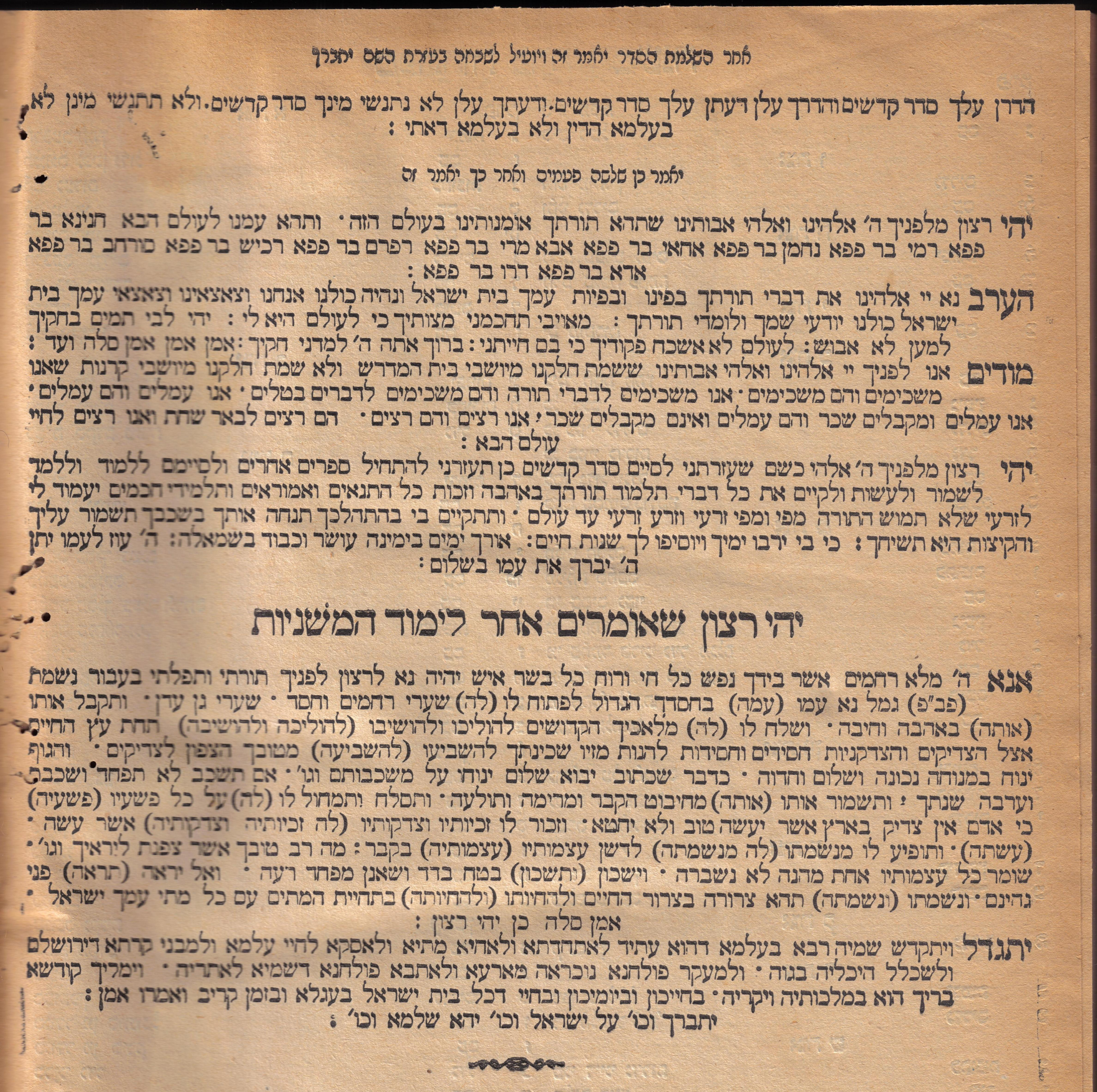
Última página de la Mishná

Es la literatura realizada entre la finalización de la redacción del Antiguo Testamento y la destrucción de Jerusalén en el año 70 d. C. La literatura es inspirada por la Biblia y tiene carácter religioso. Los textos apócrifos que atribuidos a patriarcas y profetas aspiraron a ser literatura revelada al igual que el resto de los libros bíblicos surgieron en esta época:
- El Testamento de los doce patriarcas

- El libro de los jubileos: Exposición historiada desde el Génesis incluyendo datos de la tradición y textos apocalípticos como:
- El libro de Enoc
- La Asunción de Moisés y
- El Martirio de Isaías.

Actividad literaria en torno a comentarios sobre el Antiguo Testamento denominado en arameo como Targum.
La Mishná (Repetición) es una recopilación sistemática de los preceptos hebreos sobre religión, derecho, agricultura, etc.
La Mishná se comenta en tierras palestinas y babilonias, dando origen a una colección seriada de escritos que componen el Talmud, que es denominado: Palestiniense o Babilónico según su origen.
Los Midrashim son compilaciones misceláneas sobre leyendas y folclore, que avanza hasta la Edad Media.
Libros litúrgicos, místicos y filosóficos completan la prosa hebrea hasta su extensión por Europa.
La poesía es de inspiración bíblica y casi exclusivamente religiosa utilizados como himnos para el culto.

## Literatura hispanohebrea

### Poesía
La dispersión del pueblo judío tras la caída de Jerusalén hizo propagar para Occidente junto con el islamismo, todo ese bagaje cultural, formándose comunidades israelitas desde donde se manifestaba la literatura tanto en el Norte de África como en Italia y en España.

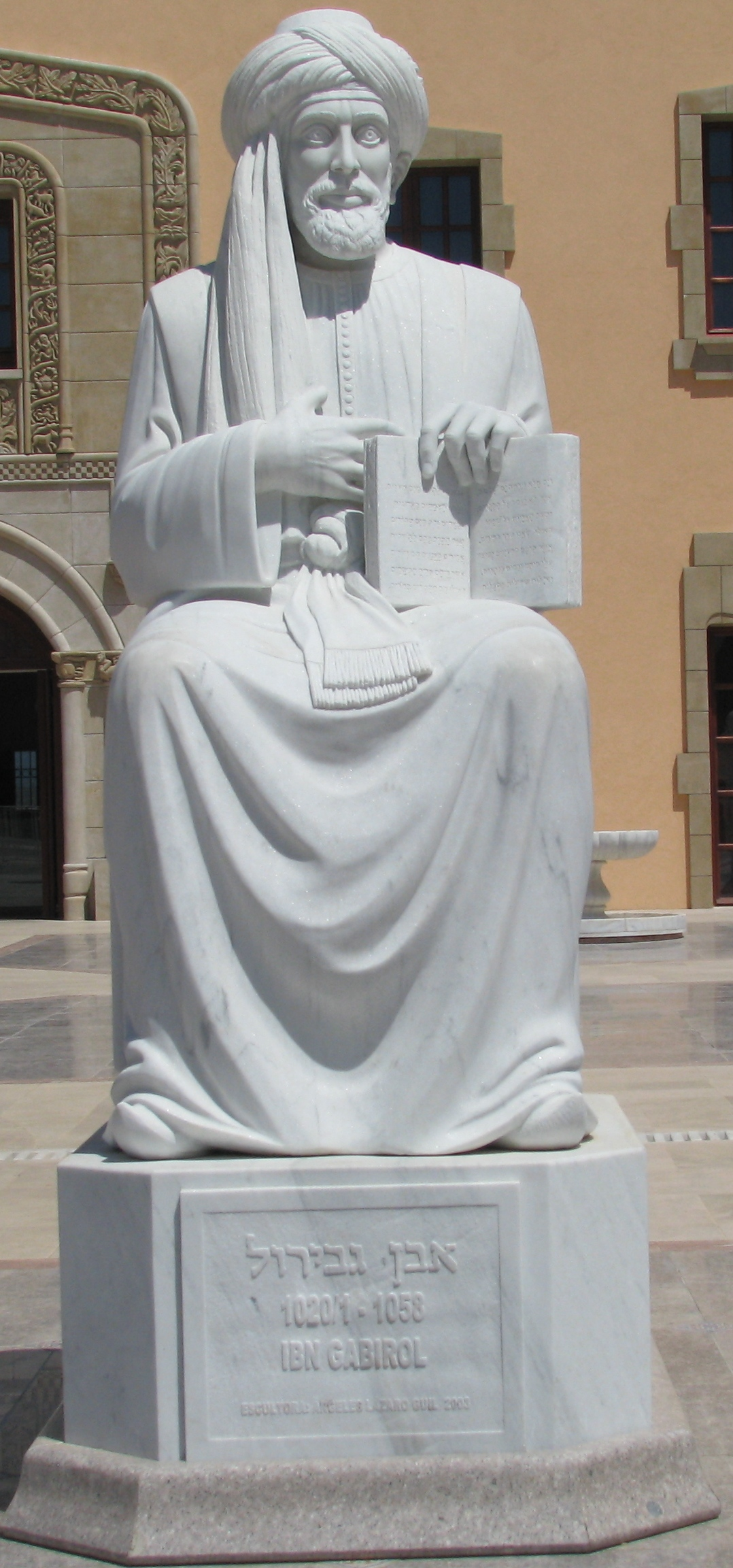
El malagueño Ibn Gabirol

En España, la literatura hebrea alcanza un esplendor inigualable debido a que:
- Se produce un retroceso lingüístico al imponerse la lengua bíblica clásica como lenguaje culto al igual que sucedió en el renacimiento con el latín.

- Hay una renovación temática por influencia cultural árabe.

- Se funda en Córdoba en el siglo X un centro de interpretación del Talmud, gracias al mecenazgo de Hasday Ibn Saprut (915-970), sabio judío, diplomático y médico personal del califa Abderramán III que se convierte en el foco cultural más importante del mundo, atrayendo intelectuales de todo el orbe.

La literatura hebraico-española se inicia bajo el mecenazgo de Ibn Saprut por:
- Menahem ben Saruq: Su prosa es de corte clásico aunque su poética es mediocre.
- Dunaš ben Labrat: Innovó la poesía adoptando la métrica de la poesía árabe en contraste con la métrica bíblica, la que seguiría utilizándose en poesía sacra.
- Ibn Abi Tur (h. 1000) cultivó la poesía sacra tradicional.
- Semuel ibn Nagrella (993-1056) llamado ha-Naguid (el príncipe) nacido en Mérida y que llegó a ser visir en Granada compuso poesía profana al estilo árabe y poesía sacra, muy vinculadas a la Biblia y al Talmud.
- Salomón Ibn Gabirol (1020-1058) de Málaga fue autor de obras filosóficas y científicas, destacando también como poeta tanto profano como sacro.
- Mosé ibn Ezrac (1060-1138) de Granada, fue autor del Libro de la consideración y del recuerdo, sobre retórica y poética, con un bosquejo sobre la historia literaria hebraico-española.
- Yehudá ha-Leví (c. 1075-1161) de Tudela y residente en Andalucía, destacó por su ferviente poesía religiosa y amor a la tierra de Israel a la que canta sus poemas y donde acabó su vida. Sus composiciones se conocen como Siónidas por su hondo sentimiento patriótico y religioso, evocador de una fuerte nostalgia.
- Abraham ibn Ezra (c. 1092-1167) de Toledo, huyendo de la invasión almohade llegó a Italia, Francia e Inglaterra. Fue poeta hábil que desarrolló temas filosóficos y cosmológicos en sus versos así como en el aspecto sacro, destacó por sus elegías donde llora la decadencia de las comunidades hebreas en España.[10]

En las aljamas de Cataluña se produjo una convergencia estilística entre la poesía árabe y la provenzal.
En la corte del Rey Alfonso X de Castilla destacan los poetas:
Todros ibn Yehudá Abul-Afia (1247-1305) cuyo cancionero El jardín de los proverbios y los enigmas, además de destacar por sus poesías ocasionales, da a conocer el ambiente y el anecdotario de la corte.
La literatura hebraico-española entra en declive a raíz de la invasión almohade de 1146, produciendo la huida a las tierras cristianas de la Península. La convivencia en tierras cristianas fue complicada y la cultura hebrea prácticamente en la clandestinidad finalmente acabó de golpe tras la expulsión de España de los no conversos, por parte de los Reyes Católicos en 1492.
Los últimos ecos de la poesía hebraico-española llora la decadencia de las aljamas de la península.

### Prosa

#### Filosofía
Hubo una numerosa producción de la prosa en las diversas ramas del saber. La filosofía hebrea queda completamente influenciada por el neoplatonismo y por la influencia del pensamiento árabe místico sufí.

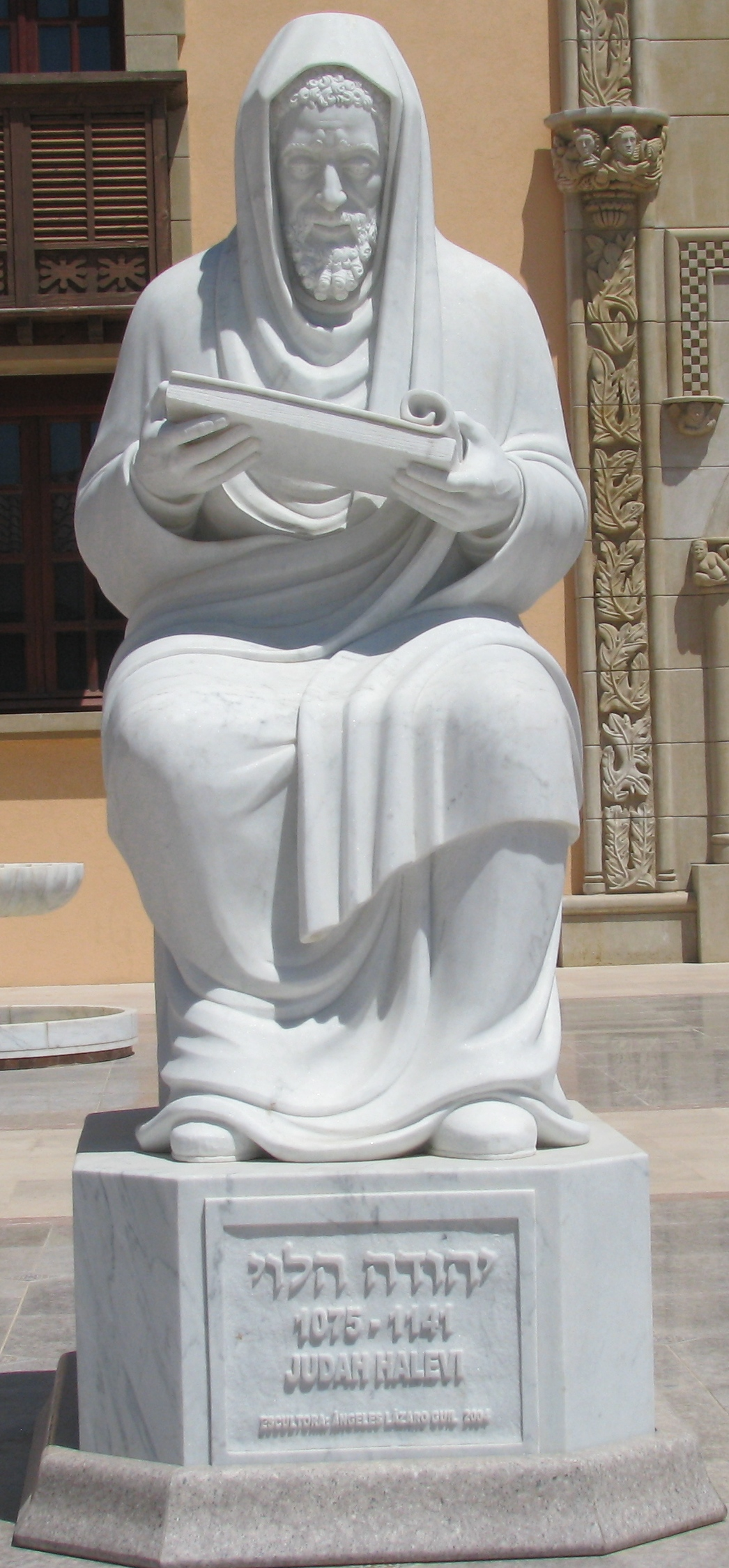
Yehudah Halevi de Tudela

Las obras de ilustres pensadores judíos fue escrita en principio, en árabe y luego traducida al hebreo como por ejemplo hicieron:
- Salomón Ibn Gabirol (Málaga)
- Bahya ibn Paquda (Zaragoza)
- Abraham Bar Hiyya (Barcelona)
- Yosef ibn Saddiq (Córdoba)
- Yehudah Halevi (Tudela, Navarra)

El neoplatonismo dio paso al aristotelismo cuyo máximo representante fue Maimónides (Córdoba 1135-1204) autor de la Guía de los vacilantes o de los descarriados, más conocida como Guía de perplejos que tanto influenció a la escolástica, suscitando una gran polémica entre tradicionalistas y aristotélicos.
Durante el siglo XV en la comunidad hebrea de Barcelona surgió una corriente de pensamiento antiaristotélica, destacando:
- Nisim Girondí
- Hasday Crescas, con su obra La luz del Señor, marcó precedentes en la filosofía renacentista.
- Yosef Albó.

#### Gramática
El trabajo en gramática hebrea realizado por Ibn Channaj y Abraham ben Meir ibn Ezra fue de suma importancia.

#### Historia
Escasean la prosa historicista, destacando el Libro de la tradición de Abraham Ibn Ezra, sobre herejías internas del judaísmo así como las persecuciones y la expulsión desde España.

#### Apólogos (novelas cortas)
En la novela corta de intención moral (apólogo), la prosa judía raya a gran altura y actúa como intermediaria entre obras de origen árabe e indio.
En el Talmud abundan apólogos enriquecidos con elementos sánscritos y árabes.

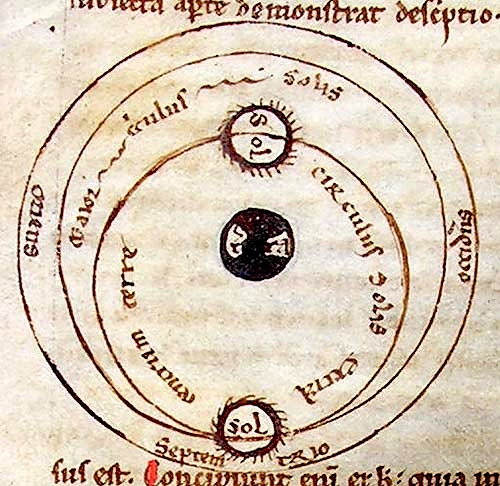
Sistema solar en el Diálogo contra los judíos del judeoconverso Pedro Alfonso

- Pedro Alfonso (siglo XII), judío converso de Huesca, tradujo al latín su Disciplina clericalis, una colección de apólogos y proverbios de origen oriental que influyó profundamente en la cultura cristiana.

#### Prosa rimada
En prosa rimada se unen con un fino hilo argumental una serie de apólogos con las breves narraciones anecdóticas e ingeniosas de la literatura árabe denominadas maqamas; de aquí surge la novelística hebrea.
- Yosef ibn Sabarra (Barcelona 1140-1194) escribió un libro moralizador y didáctico titulado Libro de enseñanzas deleitables, compuesto de cuentos árabes y hebreos.

- Yehudá ibn Sabbatay (Toledo o Burgos 1208) escribió un libro contra las mujeres llamado El misógino, crudo, pintoresco y gracioso aunque de carácter polémico.

- Yehudá al-Harizí (Barcelona c. 1170-1221) escribió El sabio, fruto de sus viajes a Oriente. Es una hermosa recopilación de cuentos, fábulas, anécdotas y enseñanzas, siendo la obra cumbre del género.

- Yaqob ibn Eleazar (Toledo c. siglo XIII) escribió varias maqamas y además tradujo desde el árabe la historia india Calila y Dimna.[11]

## Literatura hebrea en italiano o escrita en Italia
Las manifestaciones literarias de las comunidades judías del resto de Europa no presentan ni la cohesión ni el volumen equivalentes a la literatura hebraico-española, que tras la expulsión, produjo una profunda mengua en el cultivo literario del hebreo.
Italia es el país que tras España aporta mayor producción literaria en lengua hebrea, en las regiones meridionales:
- En el siglo IX surgen poetas litúrgicos.
- En el siglo XII se advierte el influjo de la métrica árabe en los poetas hebraico-italianos.

En Roma apareció una escuela poética de carácter religioso donde predomina el sentimiento sobre el arte. 
Entre los siglos XIII y XIV  fueron influenciados por la literatura judía de España, suponiendo una revigorización artística que influyó a la producción artística en italiano.
Immanuel ibn Selomó (Roma siglo XIII-XIV) continuador de la poesía hebraico-española se convirtió en el más importante poeta hebraico-italiano, con un corte clásico y especial elegancia, recoge sus hallazgos poéticos, el stil nuovo italiano que inspirados a través de la Comedia de Dante, recogió en su lírica.
En 1279 aparece una traducción al hebreo de la novela de caballería del ciclo del rey Artús. 
A partir del siglo XV, Italia acoge a judíos expulsados de España, los cuales, en contacto con el renacimiento dan una mayor expansión a la literatura hebrea destacando Mosé ibn Ishaq de Rieti, seguidor de Dante.
Los portugueses Mosé ibn Sem-Tov y Yehudá Abrabanet (León hebreo) (c. 1460-1530) destacando tanto en poesía como en obra filosófica: Diálogos de amor (en italiano) de gran influjo en el pensamiento y literatura de la época.

## Literatura hebrea moderna en Europa
En la Edad Media, muchos judíos escribieron en latín o en lenguas romances junto con el hebreo, aunque en España, en su mayoría usaron el idioma hebreo y en menor media, el árabe.

### Italia
En los siglos XVI y XVII continúa la creación literaria en Italia, aunque abundan más las traducciones de obras extranjeras que la producción propia.
Se introduce el género teatral en la literatura hebraica italiana, iniciándose con una adaptación de la Celestina de Fernando de Rojas, que llevó a cabo el escritor judeo-romano Yosef ibn Semuel Sarfatí (m. 1527).
En los siglos XVII-XVIII los judíos italianos componen dramas bíblios y alegóricos. 

### Holanda
A imitación de los autos sacramentales españoles, Josef Penço de la Vega escribió en Ámsterdam Los prisioneros de la esperanza en 1667.

### Alemania
Los judíos alemanes se limitaron casi exclusivamente al estudio del Talmud.
- Mosé Mendelssohn (1729-1787) intenta la interpretación literal y racional del Pentateuco.
- Naftalí Herz Wessely (1725-1805) inspirado por Klopstock escribió un poema épico sobre Moisés.

En el siglo XIX comenzaron a escribir en alemán al declinar este movimiento que se mantuvo en Polonia y Rusia.

### Europa del Norte
Los judíos del norte de Europa inician un amplio movimiento que aspira a coordinar y enlazar culturalmente los distintos núcleos hebreos del mundo para regresar el núcleo duro de su cultura, ya que la influencia de los nuevos movimientos literarios europeos es muy superior.
- El lituano Abraham Mapu (1808-1867) al escribir El amor de Sion y La Culpa de Samaria, inició la novela hebrea moderna.
- Yehudá Loeb Gordon (1830-1892) de Estonia, renueva la lírica hebrea.

### Europa del Este
En estos autores se advierte actitudes opuestas al rabinismo talmúdico.
Una reacción opuesta fue encabezada por Seví Hirsch Kalischer (1795-1874) de la Croacia dálmata en su obra En busca de Sion.

## Literatura contemporánea hebrea
A principios del siglo XX el tema de mayor expresión es la conciencia nacional israelita, destacando Chajim Nachman Bialik (n. 1873) como poeta representativo.
A partir de 1948 con el nacimiento del estado de Israel, la lengua adquiere carácter oficial y recibe un impulso vigoroso gracias a la existencia de un mundo académico y cultural amparado por el estado.